# Lodenfrey
Lodenfrey (auch Loden-Frey, Eigenschreibweise LODEN-FREY) ist ein deutsches Familienunternehmen aus München, das Trachten und Mode herstellt. Das Unternehmen wurde 1842 gegründet und wird heute von den Nachfahren des Gründers Johann Georg Frey in fünfter (Lodenfrey Verkaufshaus GmbH) und sechster Generation (Lodenfrey Menswear / Fabrikation) geführt. Zu unterscheiden sind mittlerweile der Lodenfrey-Park, die ehemalige Produktionsstätte und heute ein Gewerbepark am Englischen Garten, das Lodenfrey-Verkaufshaus in der Münchner Innenstadt, sowie das produzierende Unternehmen Lodenfrey Menswear in Garching. Nach dem Zweiten Weltkrieg stieg das Unternehmen zeitweise zum größten deutschen Textilunternehmen auf.

## Geschichte

### Gründung und erste Erfolge
Lodenfrey wurde im Jahr 1842 von Johann Georg Frey gegründet. Frey, Halbwaise aus dem baden-württembergischen Klingenstein bei Ulm, erwarb in diesem Jahr in München seine erste Produktionslizenz und begann mit dem Weben feiner Wollstoffe. Im Jahr 1844 wurde Frey offiziell Bürger von München. Produziert wurden neben eher groben und rauen Wollstoffen wie Loden auch feine Tücher aus Seide, Satin oder Samt. 1850 wurde dann am Schrannenplatz, dem späteren Marienplatz, das erste eigene Geschäft eröffnet, das zwei Jahre später von König Maximilian II. persönlich besucht wurde.
Der Lodenstoff war immer schon das Aushängeschild Freys und so entwickelte er 1855 den ersten wasserabweisenden Loden. Er gewann dafür an der Pariser Weltausstellung desselben Jahres die Goldmedaille und erlangte auch international große Aufmerksamkeit. Der deutsche und österreichische Adel um Kaiser Franz Joseph I. trug von nun an das Jagdgewand aus Loden von Lodenfrey und ermöglichte somit den Bau einer ersten eigenen Fabrik. Der Hauptsitz der Firma wurde in das neu erworbene Dianabad verlegt. Das Bad wurde erst zu einer Naturheilanstalt ausgebaut, bevor hier 1862 eine erste mechanische Schafwollspinnerei und Tuch- und Wollwarenfabrik errichtet wurde. Bereits kurze Zeit später wurde das Dianabad verkauft, 1870 begann der Bau der großzügigen Fabrikanlage in der Osterwaldstraße in Schwabing, dem heutigen Lodenfrey-Park. 1870/71 wurden im Deutsch-Französischen Krieg die Uniformmäntel aus dem Lodenstoff von Frey gefertigt.

### Wachstum und industrielle Fertigung

Werbeplakat von Edwin Hermann Henel, 1913

Mit der Fertigstellung der neuen Fabrik trat Johann Georgs Sohn, Johann Baptist, in die Geschäftsführung ein. Durch die neue Fabrikanlage, direkt am Schwabinger Bach, der diese auch heute noch mit Strom durch Wasserkraft versorgt, waren nun die Mittel und der Platz vorhanden, um den Loden in größerem Umfang zu fertigen. Bereits 1892 war die Fabrik mit elektrischem Licht und hochmoderner Dampfheizung ausgestattet.
Mit Johann Baptist Frey wurde die Entwicklung des Lodens vorangetrieben. 1872 entstand ein im Strich gerautes und imprägniertes Gewebe: das erste Funktionsmaterial, das jemals entwickelt wurde, der Strichloden. Johann Baptist entwickelte neue Werbemittel, so wurde 1880 der erste Lodenfrey-Verkaufskatalog weltweit versandt. Bisher als Wollwarenfabrik bekannt, nannte Johann Baptist die Fabrik 1897 in „Münchner Lodenfabrik Joh. Gg. Frey“ um. Bis heute ist somit der Name Frey mit dem Produkt Loden verbunden. Anschließend wuchs die Firma stetig, besonders um den Jahrhundertwechsel. Neben dem Einzelhandel in München baute Johann Baptist den Versandhandel als zweites Standbein auf. Mit dem sich immer größerer Beliebtheit erfreuenden Wintersport erweiterte Frey nun auch das Sortiment um Sportartikel. 1902 wurde das Haus in der Maffeistraße gekauft und mit dem vorherigen Geschäft verbunden, somit entstand das noch heute bestehende Verkaufshaus in der Maffeistraße. Johann Baptist verstarb 1920 und fortan leitete sein Schwiegersohn, Oskar Stalf, die Geschäfte, bis Freys Sohn Georg 1928 mit in die Geschäftsführung einstieg. 1927 wurde in der Fabrik in der Osterwaldstraße eine eigene Kleiderfabrik eingerichtet, womit die industrielle Konfektionierung von Lodenmänteln möglich war. 1928 begann der Bau der Bayerischen Zugspitzbahn. Die Arbeiter trugen zum Schutz vor dem Wetter Mäntel von Lodenfrey. Die Mäntel wurden anschließend auch deutschlandweit im Fachhandel angeboten und bekannte Künstler, wie Valentin Zietara, für Anzeigen und Plakate engagiert.
Lodenfrey führte auch einige Neuheiten im sozialen Bereich ein. Bereits in den 1930er Jahren wurden ein Pensionsverein sowie eine Belegschaftszeitung gegründet und ein Schwimmbad für die Mitarbeiter gebaut. In den 1950er Jahren wurde Deutschlands erster Betriebskindergarten inklusive Säuglingsstation von Lodenfrey errichtet, eine eigene Betriebskrankenkasse gegründet und eine Werksbücherei sowie großzügige Wohngebäude für die Mitarbeiter der Produktion geschaffen.

### Weitere Expansion und Zeit des nationalsozialistischen Deutschlands
Es wurden weitere Verkaufsstätten errichtet, in Dresden 1929, in Wien 1934, in Brüssel 1937 und auch in Stockholm. Der Zweite Weltkrieg legte die Expansion allerdings auf Eis.
Wie viele Unternehmen profitierten auch Lodenfrey während der NS-Zeit von der Arisierung und beschäftigten KZ-Häftlinge und Zwangsarbeiter. Lodenfrey teilte 1996 noch mit, zum Thema Arisierung befände sich im Firmenarchiv kein Material. Ende 2000 beteiligte sich die Firma dann aber an der Entschädigung für Zwangsarbeiter und gab ein Gutachten über Lodenfrey in der NS-Zeit in Auftrag. Bei der Arisierung wurden alle Käufe der Familien Frey und Nagel und somit die Arisierungen Neuner & Basch, Cohen und Eichengrün betrachtet, wobei nur die Fälle Cohen und Eichengrün als Arisierung eingestuft wurden. Hier wurden nach dem Krieg Rückerstattungen gezahlt bzw. die Firmen und Immobilien der Firma Eichengrün vollumfänglich zurückgegeben.
Seit August 1942 mussten Häftlinge aus dem KZ Dachau Zwangsarbeit verrichten. Ein festes Außenkommando mit etwa 30 Häftlingen existierte von Juni 1944 bis April 1945. Lodenfrey beschäftigte sowohl zivile Zwangsarbeiter als auch Häftlinge des Konzentrationslagers Dachau in der Produktion und zu Aufräumarbeiten in der Osterwaldstraße. Gemäß den Aussagen von ehemaligen Zwangsarbeitern, Häftlingen und Mitarbeitern belief sich die Zahl auf 20 bis 30 Häftlinge sowie 8 zivile Zwangsarbeiter. Zwischen 1944 und April 1945 waren die Häftlinge auch auf dem Lodenfrey-Gelände untergebracht. Im Entnazifizierungsverfahren von Georg Frey entlasteten die Häftlinge ihn. Seine eigenen Aussagen deckten sich weitestgehend mit den Aussagen der ehemaligen Häftlinge, sowohl direkt nach dem Krieg als auch noch 30 Jahre später.
Die Zwangsarbeiter von Lodenfrey waren mit Zivilkleidung ausgestattet, sie erhielten zusätzliche Lebensmittel und durften das Schwimmbad mitbenutzen. Neun der Zwangsarbeiter wurden vermutlich zur Flucht verholfen. Außerdem gab es keine Bereicherung durch niedrige Lohnkosten, was bedeutet, dass die Zwangsarbeiter gleich vergütet wurden, wie die deutschen Arbeiter. Sie halfen jedoch, die Produktion am Laufen zu halten. Der Umfang des Einsatzes von KZ-Häftlingen bei Lodenfrey war gering, sodass man nicht von einem Außenlager des KZ Dachau sprechen kann, sondern viel mehr von einem Außenkommando.
Lodenfrey beteiligte sich mit insgesamt 150.000 DM an der Entschädigung ehemaliger Zwangsarbeiter durch die Stiftung „Erinnerung, Verantwortung und Zukunft“ im Jahr 2000. Während der NS-Diktatur fertigte Lodenfrey Uniformen. Man pries sich selbst als „Kleiderkammer für den braunen Soldaten, für Hitler-Jungens und Hitler-Mädels“ an. Die Produktion von Rüstung während der Kriegszeit ist nur schwer zu rekonstruieren, da einerseits die Unterlagen bei Luftangriffen in den Jahren 1944 und 1945 fast komplett zerstört wurden, andererseits Zeugenaussagen und Verfahren der Entnazifizierung zu diesem Thema nicht immer glaubwürdig sind. Belegen lässt sich, dass Lodenfrey im Jahr 1934 zum Teil damit warb, Uniformen der Hitlerjugend herzustellen. Außerdem lässt aus den Lager- und Verkaufslisten aus den Lodenfrey-Archiven darauf schließen, dass Uniformen gefertigt wurden. Die Frage, ob sich Lodenfrey um Aufträge für die Wehrmacht oder NSDAP bemühte, ist ebenfalls nicht eindeutig zu beantworten. Gerade die Textilindustrie war stark vom Regime reglementiert und jene Firmen stark im Vorteil, die sich an staatliche Anforderungen hielten. Lodenfrey kann allerdings relativ sicher als wirtschaftlicher Profiteur bezeichnet werden.

### Nach dem Zweiten Weltkrieg
Von den rund 1000 Mitarbeitern die Lodenfrey beschäftigte kehrten nach dem Krieg viele zurück und halfen beim Wiederaufbau von Fabrik und Verkaufshaus, beides von Bomben zerstört. Lodenfrey bügelte und nähte nun für die amerikanischen Besatzer und vertrieb die Mäntel in Privathäusern und den Ruinen, bis diese wieder aufgebaut waren. Nach dem Zweiten Weltkrieg stieg Lodenfrey mit rund 2.000 Mitarbeitern zeitweise zu einem der größten deutschen Textilunternehmen auf.
Im Jahr 1947 wurden die unternehmerischen Tätigkeiten von Lodenfrey aufgeteilt. Während die Familie Frey sich weiterhin der Produktion widmete, übernahm Karl Erich Nagel, Ehemann der Urenkelin des Firmengründers und Schwiegersohn von Oscar Stalf, den Einzelhandelsstandort in München am Dom.

### Lodenfrey Verkaufshaus

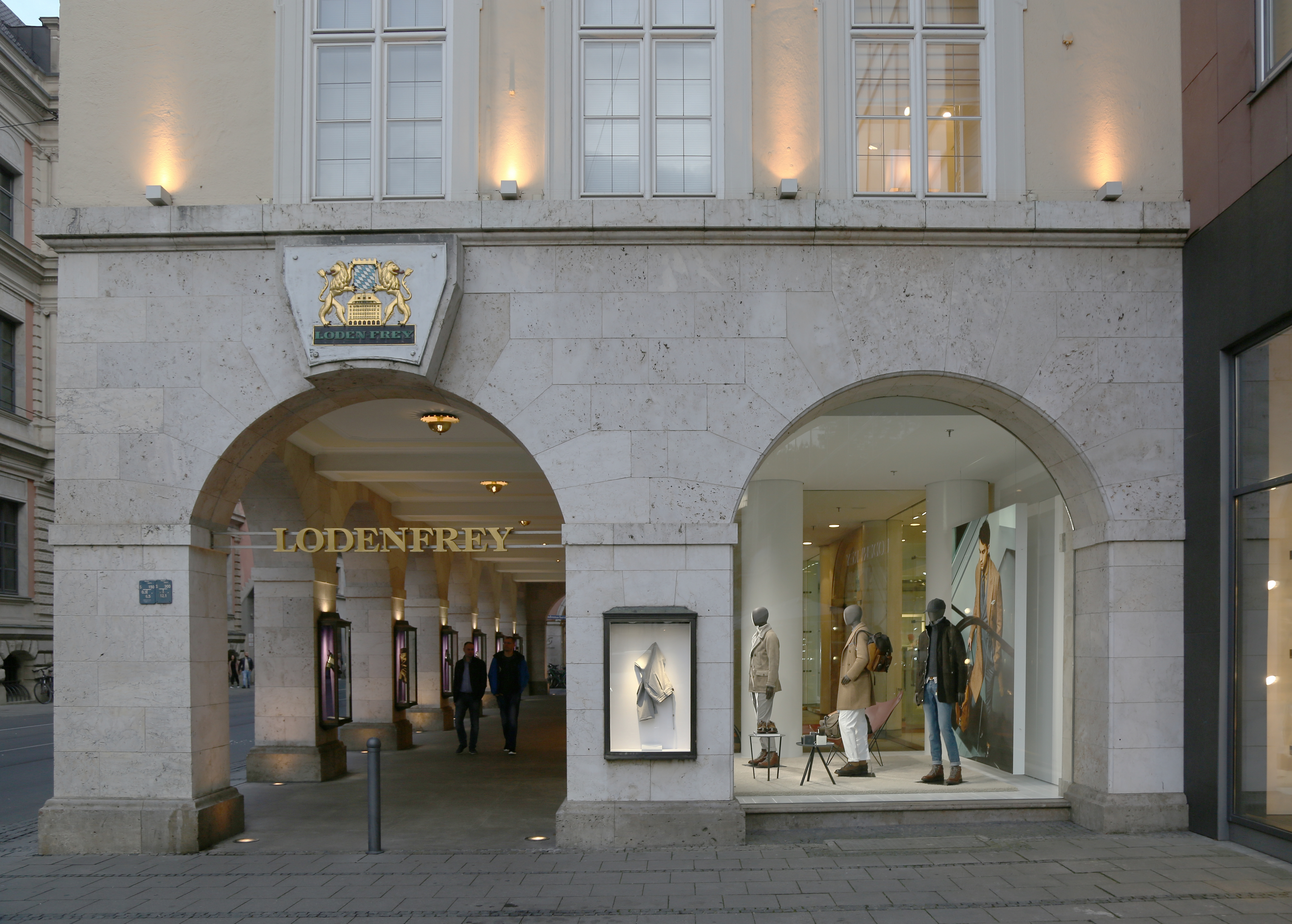
Ladengeschäft in der Münchner Innenstadt

Nach provisorischen Handelsräumen in der Kaufingerstraße 23 und dem Behelfsvertrieb in der Frey’schen Privatvilla wurde unter der Regie von Karl-Erich Nagel nach Kriegsende an der Maffeistrasse ein komplett neues Kaufhaus errichtet. Im September 1949 wurde schließlich die Wiedereröffnung gefeiert. 1957 erfolgte die juristische Trennung von Fabrikation und Einzelhandelsunternehmen. Es entstand die Lodenfrey Verkaufshaus GmbH. Neben Loden und Mode aus eigener Produktion vertrieb Lodenfrey fortan auch Fremdkollektionen und stellte die Weichen für die Entwicklung vom Trachten- zum Designer-Kaufhaus und schließlich zum Department Store.
1971 erfolgte ein Generationswechsel: Karl-Erich Nagel schied aus dem Unternehmen aus und seine Kinder Ilse-Janine Rid und Ralph-Michael Nagel übernahmen als fünfte Generation: beide traten als geschäftsführende Gesellschafter ins Unternehmen ein. 1991 trat der Bruder von Ralph-Michael Nagel und Ilse-Janine Rid, York-Thomas Nagel, als weiterer geschäftsführender Gesellschafter ins Unternehmen ein und gehörte der Geschäftsführung bis 2004 an. 1995 übernahm Ralph-Michael Nagel die Firmenanteile seiner Schwester Ilse-Janine Rid, die gleichzeitig auch als Geschäftsführerin ausschied. 2002 trat Markus Höhn in die Geschäftsführung ein und wurde 2005 als erstes Nicht-Familien-Mitglied als Gesellschafter am Unternehmen beteiligt. 2010 erfolgte der Launch des Online-Shops. 2013 wurde nach vierjähriger Bauzeit der umfassendste Umbau in der Geschichte des Hauses abgeschlossen, bei dem die Verkaufsfläche auf 7.500 Quadratmeter erweitert wurde.

### Lodenfrey Fabrikation
Die Familie Frey trieb die Expansion des Unternehmenszweiges Lodenfrey Fabrikation nach Kriegsende wieder voran und gründete unter der Leitung der vierten Generation Herbert und Bernhard Frey Zweitfirmen in New York City (1948), Bad Ischl (1950), Malta (1970), Frankreich und Belgien. Das Unternehmen exportierte nun in über 40 Länder weltweit. Bereits 1950 produzierte die Fabrik wieder 50.000 Lodenmäntel. In der Heimat gewann Lodenfrey 1979 den Modepreis der Stadt München.
1995 übernahm mit Sabine, Peter und Stefan Frey die fünfte Generation die Geschicke der Firma. Es wurde ein Verwaltungs- und Logistikzentrum in Garching und Produktionsstandorte in Ungarn und Rumänien errichtet.
1996 übernahm die Lodenfrey-Fabrikation das bayerische Traditionsunternehmen Zeiler, das auf Lederbekleidung spezialisiert war und verlegte anschließend den Firmensitz nach Garching.
Im Jahr 2019 trat mit Antonia und Leonhard von Pfister die nun sechste Generation in das Familienunternehmen ein. Sie erklärten, ihr Ziel sei es, „neben der Weiterentwicklung der Produkte, das Unternehmen, die Produktion und den Einkauf so nachhaltig wie möglich zu gestalten, um klimaneutral und komplett zirkulär die 200-Jahrfeier im Jahr 2042 feiern zu können“.

## Unternehmensstruktur
Geschäftsführender Gesellschafter der Lodenfrey Verkaufshaus GmbH & Co. KG ist seit 2005 Markus Höhn. Er ist der erste familienfremde Gesellschafter in der Geschichte des Unternehmens. Im Jahr 2022 beschäftigte Lodenfrey 333 Mitarbeiter und erwirtschaftete einen Nettoumsatz von 88,5 Mio. Euro.
Der einzige Verkaufsstandort von Lodenfrey ist das sechsstöckige, seit 1902 im Familienbesitz befindliche Lodenfrey Verkaufshaus in der Maffeistraße in München. Neben dem stationären Verkauf vertreibt Lodenfrey seit 2010 seine Ware außerdem über seinen Onlineshop. Das Logistikzentrum liegt in Garching.
Die Lodenfrey-Fabrikation (Lodenfrey Menswear GmbH) hat ihren Hauptsitz in Garching bei München und beschäftigte dort im Jahr 2021 15 Mitarbeiter. Geschäftsführer sind Sabine Frey, Klaus Faust, Antonia von Pfister, Leonhard von Pfister. Außerdem gibt es die Lodenfrey-Park GmbH mit Sitz in München und den Geschäftsführern Rudolf Reichl und Markus Hofmann.

## Produkte
Lodenfrey bietet stationär und im Onlineshop Mode für Damen, Herren und Kinder sowie Trachten. Im hauseigenen Atelier wird die Maßanfertigung individueller Kleidungsstücke für Herren angeboten. Im Jahr 2021 etablierte Polo Ralph Lauren das Café „Ralph’s Coffee“ bei Lodenfrey als einen der ersten fünf Standorte weltweit. 2022 entstand im Erdgeschoss des Hauses ein Lifestyle-Bereich mit (Wohn-)Accessoires, Designartikeln, Büchern und Duft- und Kosmetikprodukten sowie einer Auswahl an Vintage-Produkten.
Seit 2017 wurden außerdem folgende Franchise-Shops in unmittelbarer Nähe zum Lodenfrey Verkaufshaus eröffnet: Luisa Cerano in den Fünf Höfen; Marc Cain in den Fünf Höfen; Sportalm im Schäfflerhof; Hemisphere im Schäfflerhof.

## Auszeichnungen der Loden-Frey Verkaufshaus GmbH & Co. KG
- 2003: Bayerischer Qualitätspreis im Einzelhandel[33]
- 2005: Rudolf Egerer Preis[34]
- 2013: TW-Forumpreis (Auszeichnung der Zeitschrift Textil Wirtschaft)[35]
- 2014: Deutscher Handelspreis in der Kategorie Managementleistung Mittelstand[36]
- 2015: Rudolf Egerer Preis[37]